# День мучеников (Сирия и Ливан)
День мучеников (араб. عيد الشهداء‎) — национальный памятный день в Сирии и Ливане, установленный в память о 6 арабских националистах, которые по приказу османского вали Джемаль-паши были казнены в Дамаске и Бейруте 6 мая 1916 года. Площади в обоих городах, на которых производились казни, теперь переименованы в «площади мучеников», а день 6 мая стал в Сирии и Ливане национальным днем памяти.
По традиции в этот день президенты обеих стран посещают каждый в своей стране Могилу Неизвестного солдата.